# Gustaf Stuart
Erik Gustaf Stuart, född 20 oktober 1736, död 2 april 1782 i Västerås, var en svensk underkonduktör och målare.
Han var son till fältväbeln Gabriel Carl Stuart och Ingeborg Maria Lang. Stuart blev student vid Uppsala universitet och anslöt sig efter studierna till fortifikationskåren. Vid sidan av sin tjänst var han verksam som konstnär och utförde bland annat ett porträtt i olja av Hedvig Helena Creutz.  